# Reuil
Reuil is een plaats en voormalige gemeente in het Franse departement Marne in de regio Grand Est en telt 305 inwoners (1999). De plaats maakt deel uit van het arrondissement Epernay.

## Geschiedenis
Reuil is op 1 januari 2023 gefuseerd met de gemeenten Binson-et-Orquigny en Villers-sous-Châtillon tot de gemeente Cœur-de-la-Vallée. Reuil telde in 1999 305 inwoners.

## Geografie
De oppervlakte van Reuil bedraagt 5,3 km², de bevolkingsdichtheid is 57,5 inwoners per km².
De onderstaande kaart toont de ligging van Reuil met de belangrijkste infrastructuur en aangrenzende gemeenten.

## Demografie
Onderstaande figuur toont het verloop van het inwonertal.
Binson · Orquigny · Reuil · Villers-sous-Châtillon